# Blindia japonica
Blindia japonica là một loài rêu trong họ Seligeriaceae. Loài này được Broth. mô tả khoa học đầu tiên năm 1921.